# Kim Dzsongil-érdemrend
A Kim Dzsongil-érdemrend (koreaiul: 김정일 훈장, Kim Dzsongil Hundzsang) a két legnagyobb kitüntetés egyike Észak-Koreában. 2012 februárjában, Kim Dzsongil 70. születésnapja alkalmából alapították meg.
A hivatalos irat szerint az érdemrend olyan hivatalnokok, szolgálati személyek, dolgozók, katonai alakulatok, szervek, vállalatok és társadalmi, együttműködő szervezetek részére adható, akik „kiváló szolgálatot tettek a Dzsucse forradalmi ügyének véghezvitelében, és a virágzó szocialista nemzet építésében”.

## Kinézete
A kitüntetés 67 mm hosszú és 65 mm széles. Bele van karcolva a mosolygó Kim Dzsongil arcképe, amelyet arany rizskalászok vesznek körül, a tetején pedig egy aranyszínű ötágú csillag látható.
A felső részén a Koreai Munkapárt jelképe található, alsó részén pedig Észak-Korea zászlaja. A hátulján a „Kim Dzsongil-érdemrend” felirat, a kitüntetés sorozatszáma, és a tűje található.
Miniatűrje egy 33 mm hosszú és 10 mm széles ötágú aranycsillag, hátulján egy tűvel.